# Yuki Kitamuki

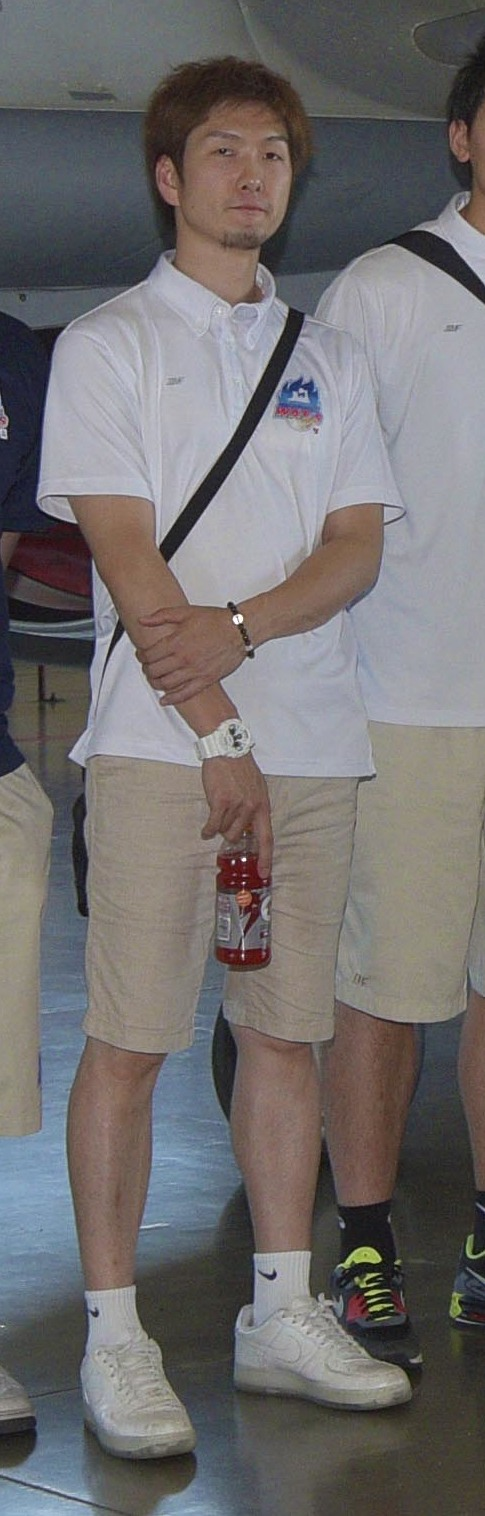

Yuki Kitamuki (北向由樹, Kitamuki Yūki), né le 5 janvier 1985 à Oirase, est un joueur japonais de basket-ball.

## Statistiques
| Année   | Équipe                   | Matches | Titul. | Min./m. | %tir | %3pts | %l-f | rbds/m. | pass/m. | int/m. | ctr/m. | pts/m. |
| ------- | ------------------------ | ------- | ------ | ------- | ---- | ----- | ---- | ------- | ------- | ------ | ------ | ------ |
| 2007-08 | Saitama Broncos (en)     | 11      | 1      | 16.3    | .424 | .282  | .333 | 0.7     | 1.5     | 0.5    | 0      | 6.2    |
| 2008-09 | Saitama Broncos          | 51      | 2      | 16.8    | .377 | .331  | .775 | 1.5     | 1.7     | 0.3    | 0      | 5.7    |
| 2009-10 | Saitama                  | 47      | 9      | 14.1    | .380 | .385  | .667 | 1.1     | 0.9     | 0.4    | 0.0    | 4.7    |
| 2010-11 | Saitama                  | 38      | 12     | 24.0    | .404 | .331  | .688 | 2.2     | 1.7     | 0.8    | 0.0    | 6.4    |
| 2010-11 | Akita Northern Happinets | 8       | 1      | 18.3    | .316 | .333  | .500 | 1.5     | 1.0     | 0.3    | 0.0    | 4.1    |
| 2011-12 | Saitama                  | 50      | 48     | 29.0    | .396 | .333  | .837 | 3.0     | 1.7     | 0.7    | 0.1    | 8.5    |
| 2012-13 | Saitama                  | 52      | 51     | 38.5    | .349 | .331  | .750 | 4.1     | 3.4     | 0.9    | 0.1    | 15.5   |
| 2013-14 | Aomori Wat's (en)        | 52      | 51     | 31.2    | .375 | .378  | .762 | 3.0     | 2.8     | 1.2    | 0.1    | 10.9   |
| 2014-15 | Aomori                   |         |        |         |      |       |      |         |         |        |        |        |